# Ogród Kyū Shiba Rikyū
Ogród Kyū Shiba Rikyū (jap. 旧芝離宮恩賜庭園 Kyū Shiba Rikyū Onshi Teien) – park miejski w dzielnicy Minato w Tokio. Jest to jeden z dwóch ogrodów rodowych, pozostałych z epoki Edo. Drugim jest ogród Koishikawa Kōrakuen.
Kyū Shiba Rikyū Onshi Teien leży w pobliżu ogrodów Hamarikyū.

## Historia
Tereny parku były niegdyś częścią Zatoki Tokijskiej. Zostały osuszone i stopniowo przekształcone w różnorodny sposób w latach 1655–1678. W 1678 park były rezydencją Ōkubo Tadamoto. Za czasów siogunatu posiadał plażę z dostępem do morza, jednak wraz z ekspansją miasta dostęp ten utracił i obecnie nie jest połączony z Zatoką Tokijską.
Teren zmieniał właścicieli kilkakrotnie:
- 1860 – właścicielem staje się rodzina Kishū z rodu Tokugawa;
- 1871 – ród Arisugawa-no-miya otrzymuje prawa własności do ziemi;
- 1875 – plac odkupiony przez Agencję Dworu Cesarskiego. W 1891 powstaje willa w stylu zachodnim, przeznaczona jako rezydencja do podejmowania zagranicznych gości;
- 1924 – miasto otrzymuje teren zniszczony po wielkim trzęsieniu ziemi w 1923 w darze, jako element przygotowań do świętowania wejścia Japonii w epokę Shōwa.

## Elementy parku
W porównaniu z innymi parkami tokijskimi, Kyū Shiba Rikyū Onshi Teien jest stosunkowo niewielki. Był kilkakrotnie zmniejszany.
Park został utworzony wokół wyspy na środku stawu sensui. W tej chwili jest to zbiornik słodkowodny, ale niegdyś wypełniony był wyłącznie wodą słoną. 
Na stawie znajdują się trzy wysepki, połączone mostkami ze „stałym lądem”.
Rozmieszczenie stawu i wysp było zainspirowane Jeziorem Zachodnim znajdującym się w Hangzhou w Chinach. Skały na jednej z wysepek, Naka-jimie, reprezentują góry na Jeziorze Zachodnim.
Na terenie parku znajduje się także plac zabaw dla dzieci i teren do ćwiczenia strzelania z łuku.

## Flora
W ogrodzie rosną m.in. takie gatunki drzew, krzewów i pnączy jak: sosna Thunberga, cynamonowiec kamforowy, różaneczniki, smaczliwka i glicynia japońska. Z bylin uprawiane są tu m.in.: języczka japońska, kosaciec japoński, rozwar wielkokwiatowy, ponętlin szerokolistny, Lycoris.

## Lokalizacja i otoczenie parku
Adres: Minato-ku, 1-4-1 Kaigan, Tokyo.
Do parku dostać się można samochodem lub za pomocą środków komunikacji masowej. W pobliżu znajduje się stacja kolei JR – Hamamatsu-chō. W bliskim sąsiedztwie parku znajduje się budynek Tokyo World Trade Center.

## Zdjęcia

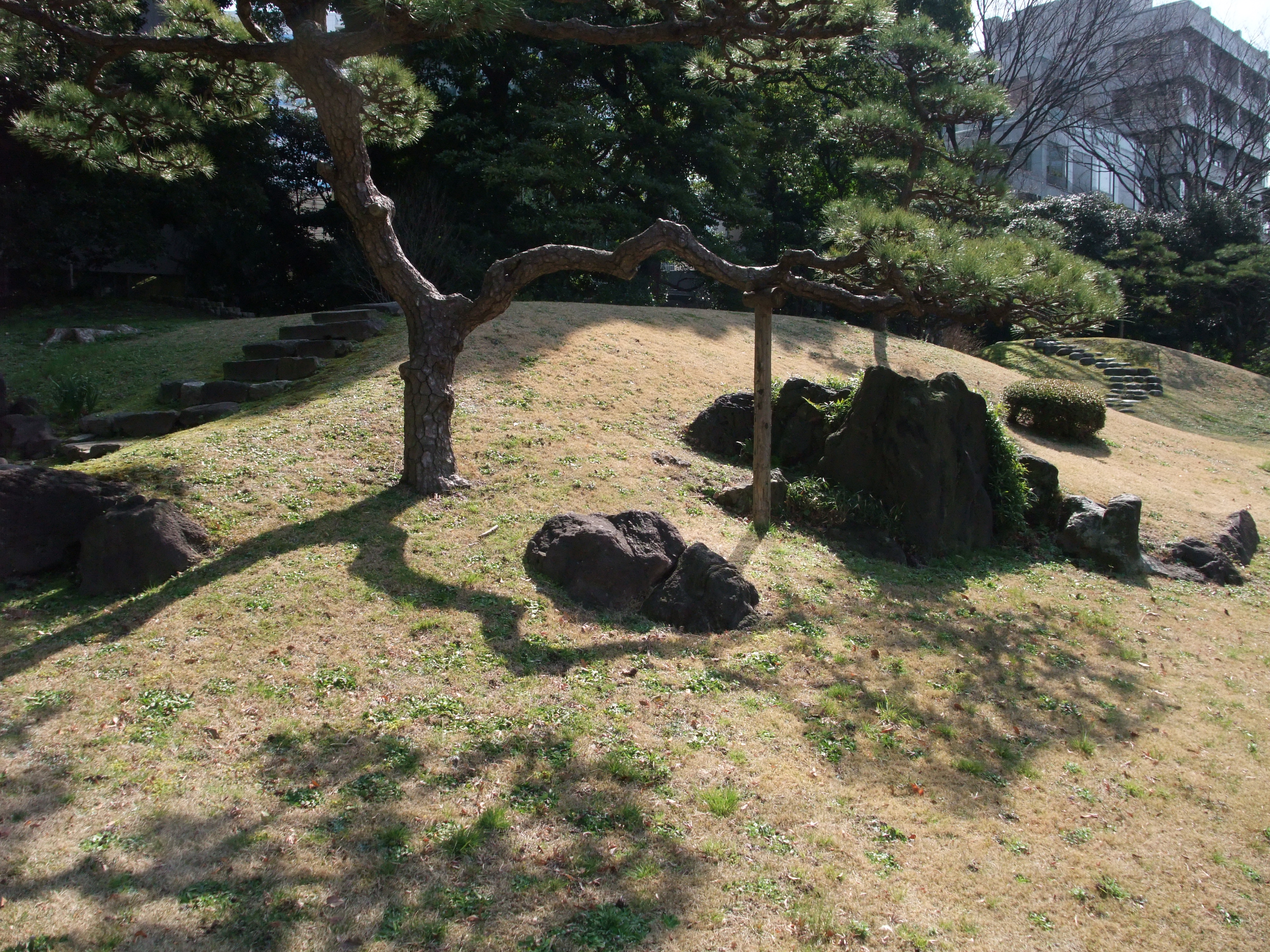
Pinus thunbergii - jedna z wielu w parku
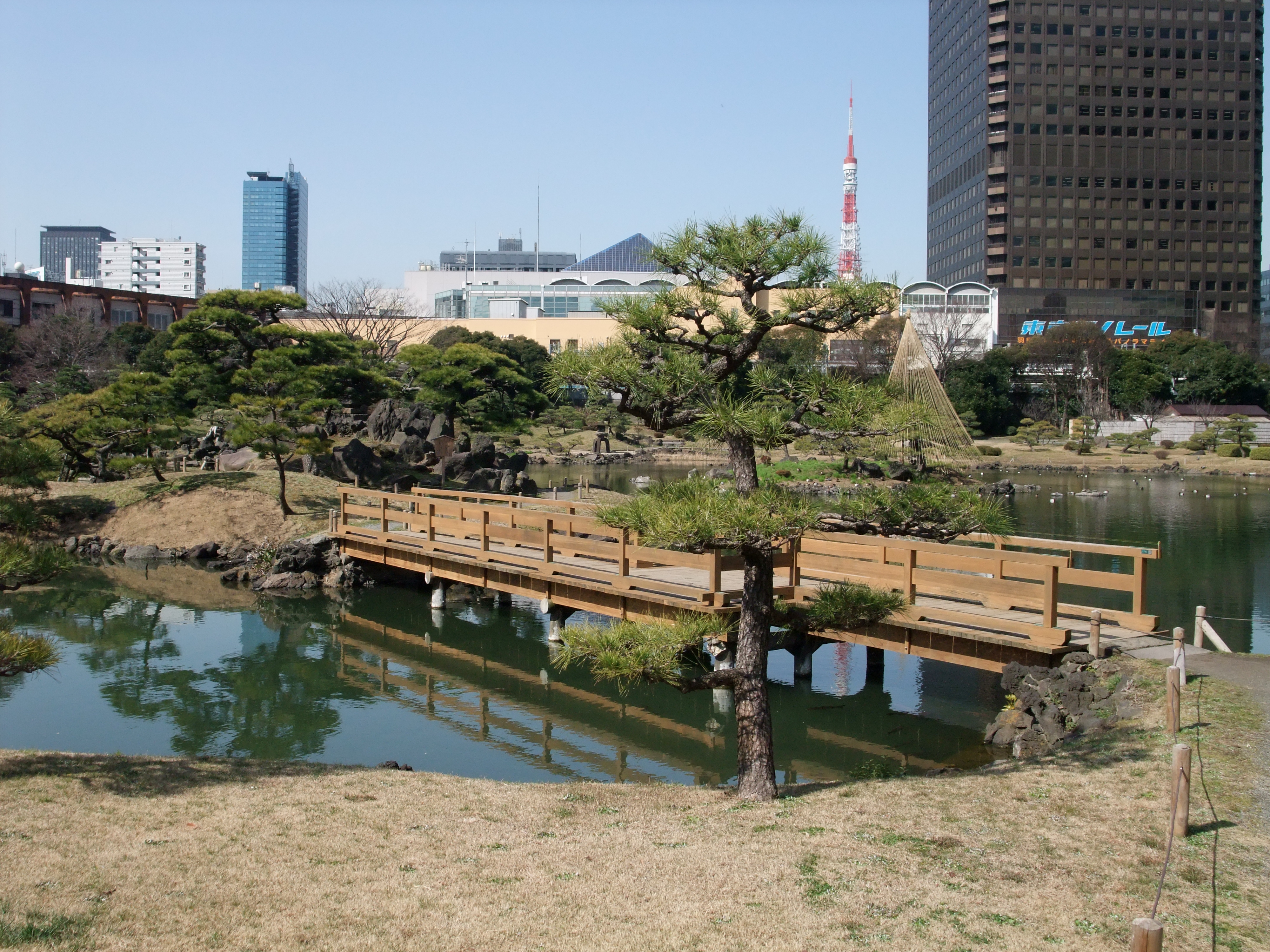
Naka-jima i most Yatsu. W tle Tokyo World Trade Center
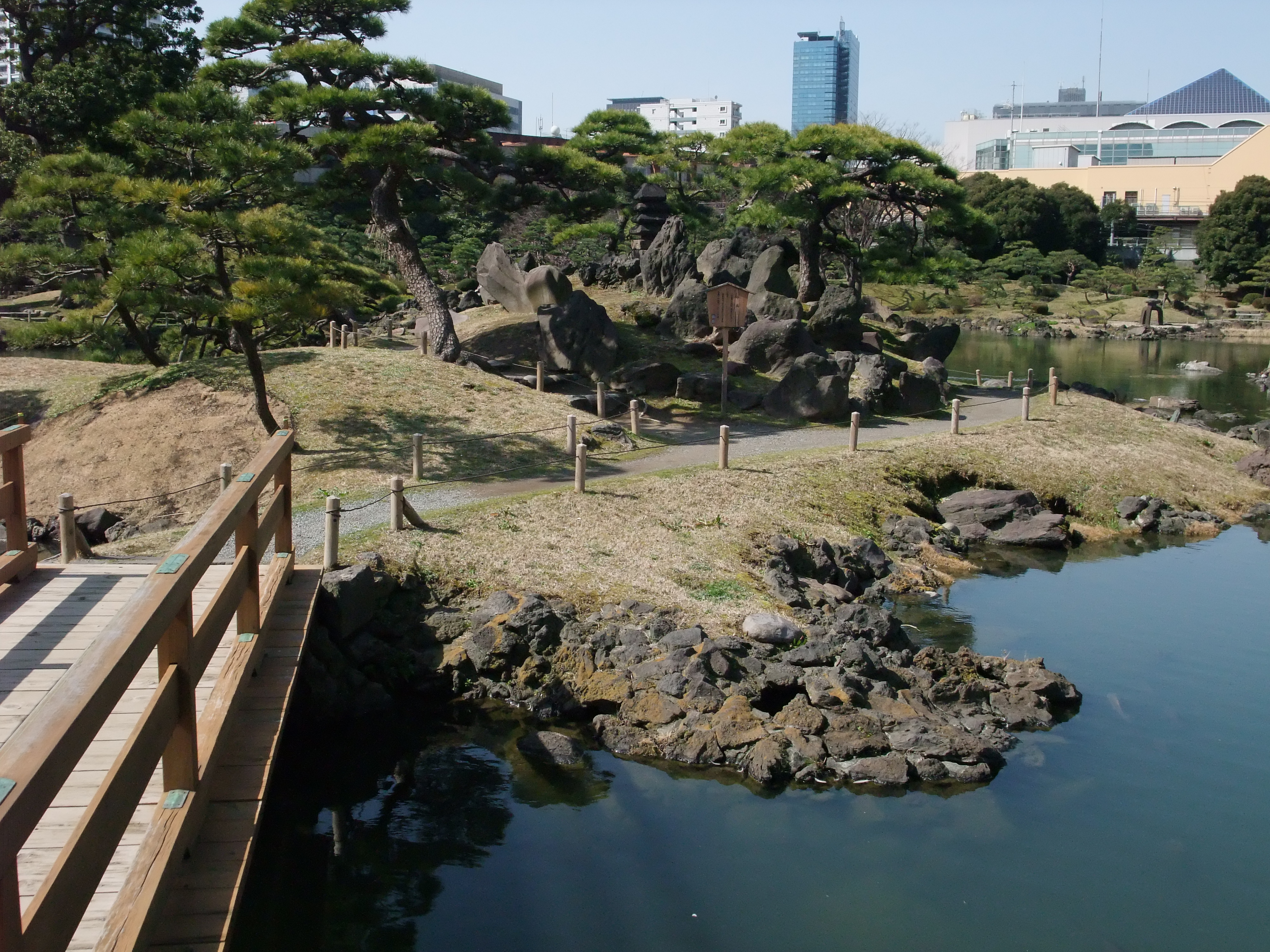
Naka-jima wraz z łączącym ją mostem
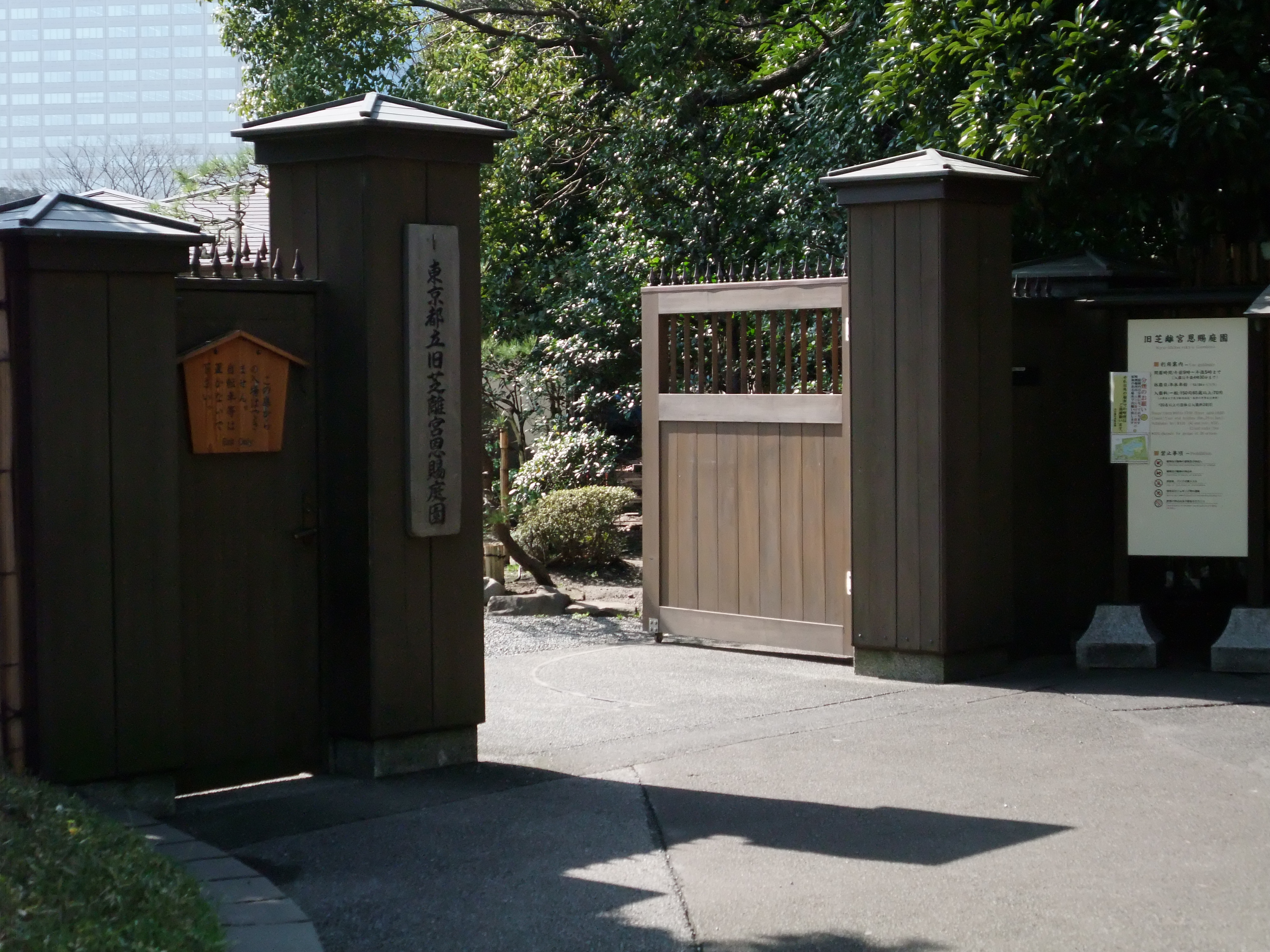
Brama wejściowa do parku